# میشلینگ

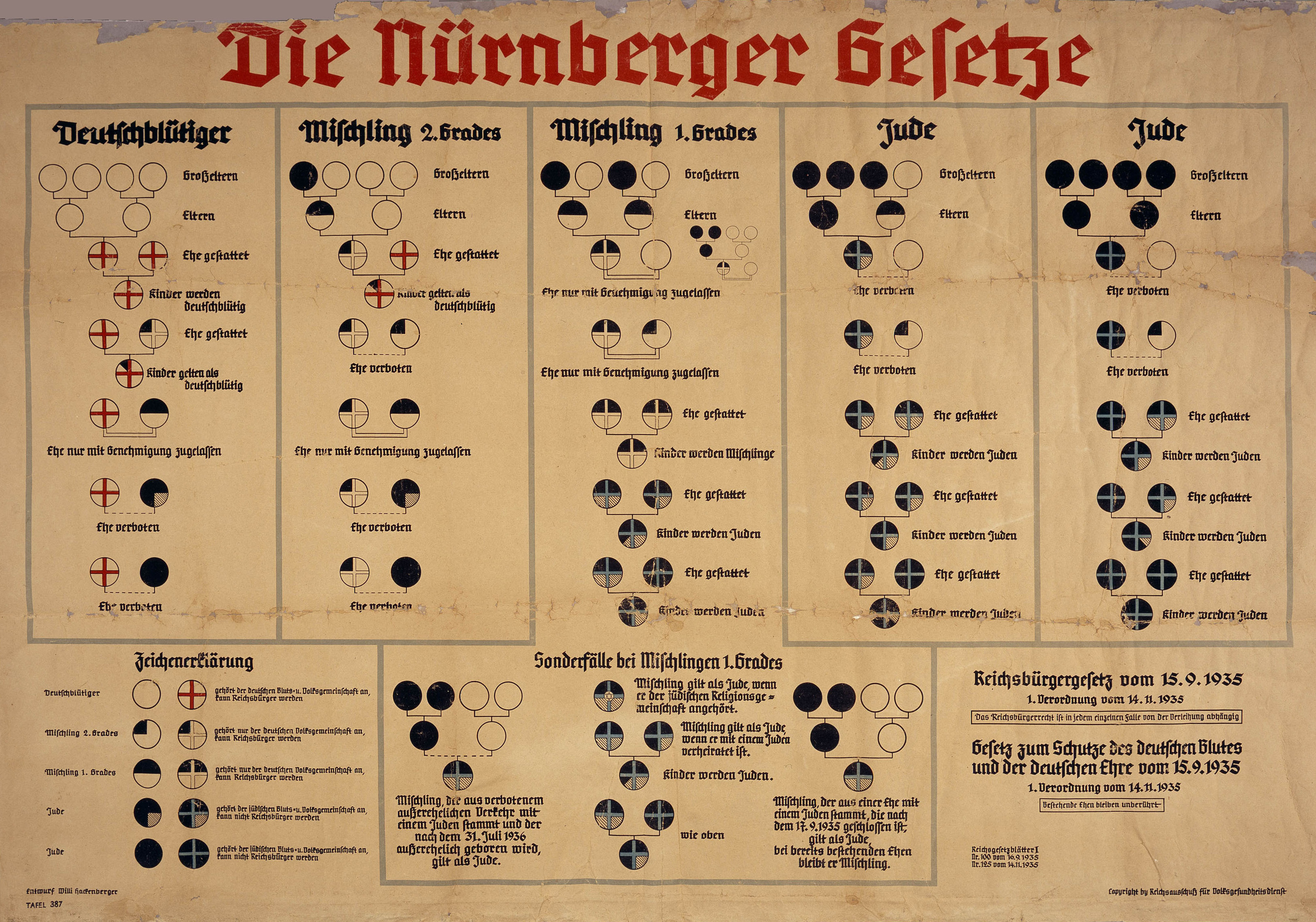
این نمودار نمایشگر تقسیم نژادی شبه‌علمی آمده در قوانین نورنبرگ است که پایه سیاست‌های نژادی آلمان نازی را تشکیل می‌داد. تنها افرادی با چهار پدربزرگ و مادربزرگ آلمانی (چهار دایره سفید - سمت چپ ستون) آلمانی «کامل‌خون» به‌شمار می‌آمدند. شهروندان آلمانی با سه یا چهار نیای یهودی (در سوی راست تصویر) یهودی به‌شمار می‌آمدند. ستون مرکزی بسته به تعداد نیاکان یهودی فرد، درجه اختلاط ۱ یا ۲ را نشان می‌دهد. همه پدربزرگان و مادربزرگان یهودی به‌طور خودکار به عنوان اعضای جامعه مذهبی یهودیت تعریف می‌شدند (فارغ از اینکه آیا آن‌ها واقعاً خود را از آن دین می‌دانستند یا نه)

میشلینگ (به آلمانی: Mischling) اصطلاحی حقوقی تحقیرآمیز بود که در آلمان نازی برای اشاره به افرادی از هر دو نژاد آریایی (توصیف شبه‌علمی نازی‌ها برای مردم ژرمن) و یهودی، مطابق با قوانین نژادی نورنبورگ مورخ ۱۹۳۵، به کار می‌رفت. در آلمانی، این واژه دارای معنای کلی دورگه یا مخلوط است. فرای معنای آن در واژه‌شناسی نازی، واژه‌ی Mischlingskinder به معنای «کودکان مخلوط» برای اشاره به فرزندان سربازان رنگین‌پوست و مادران آلمانی در پس جنگ جهانی دوم به کار می‌رفت.

## ریشه‌های هویت یهودی

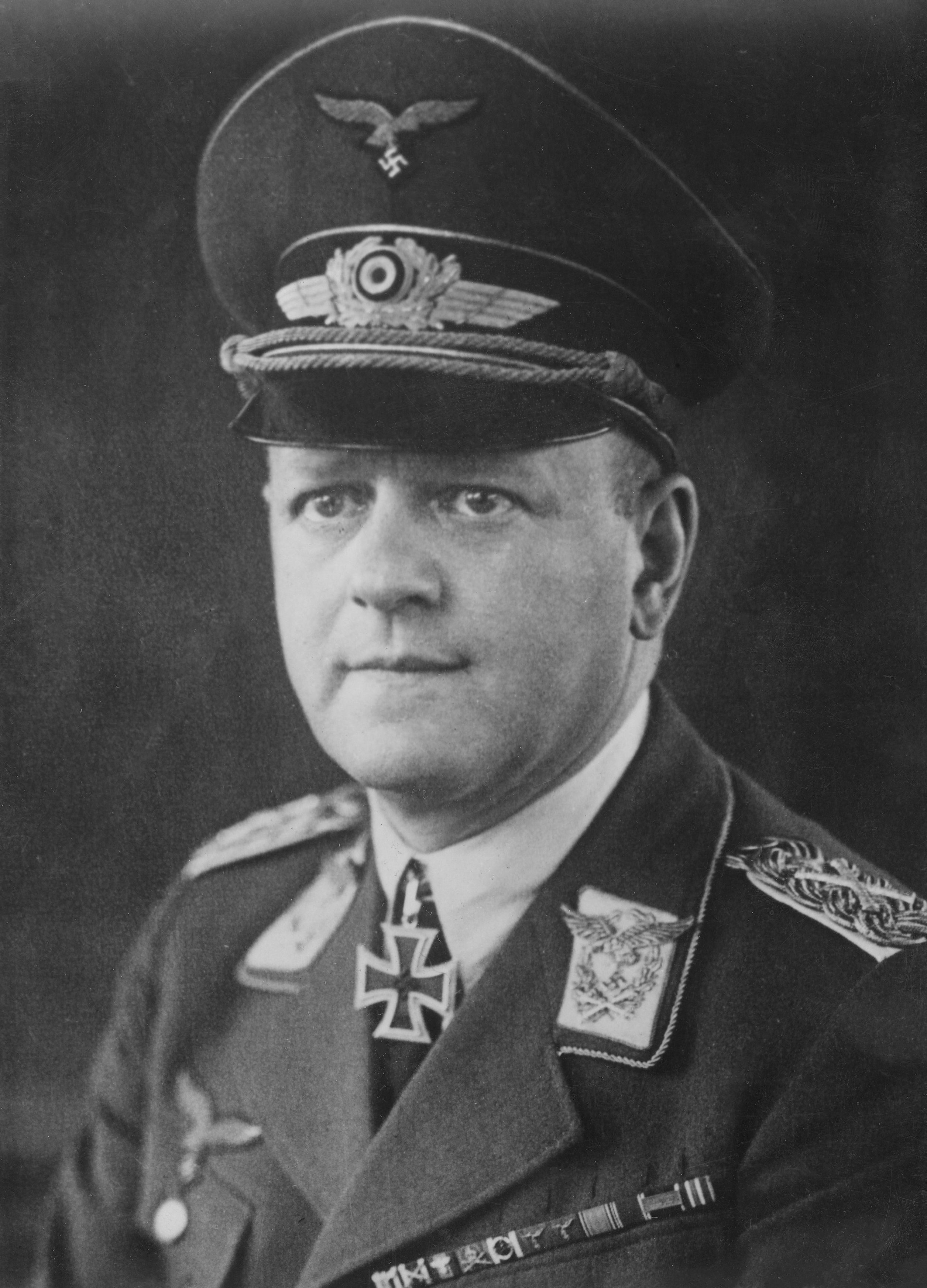
ارهارد میلش (۱۹۴۲)، که پدرش یهودی بود.

آن‌گونه که در قوانین نورنبرگ در سال ۱۹۳۵ تعریف شده‌است، یک یهودی (Istjude یا Volljude در اصطلاحات نازی) کسی بود -صرف‌نظر از وابستگی مذهبی یا خودشناسی- که کمینه سه پدربزرگ و مادربزرگ داشته باشد که عضوی از یک جماعت یهودی بوده باشند. کسی که دارای دو پدربزرگ و مادربزرگ یهودی بود نیز در صورت داشتن هر یک از این شرایط، از نظر قانونی «یهودی» به‌شمار می‌رفت؛ کسی که:
- تا هنگام صدور قوانین نورنبرگ به عنوان عضوی از یک انجمن یهودی نام‌نویسی کرده بوده، یا بعدها به آن پیوسته باشد.
- با یک یهودی ازدواج کرده باشد.
- فرزند برآمده از ازدواج با یک یهودی باشد که پس از ممنوعیت ازدواج‌های مختلط صورت گرفته باشد.
- فرزند برآمده از یک رابطه خارج از ازدواج با یک یهودی باشد که پس از ۳۱ ژوئیه ۱۹۳۶ خارج از ازدواج به دنیا آمده‌است.[۵]

کسی که به هیچ‌یک از این شرایط طبقه‌بندی شده تعلق نداشت، اما دو پدربزرگ و مادربزرگ یهودی داشت، در درجه نخست به عنوان میشلینگ یهودی طبقه‌بندی می‌شد. کسی که تنها یک پدربزرگ و مادربزرگ یهودی داشت به عنوان میشلینگ درجه دو طبقه‌بندی می‌شد.
طبق سرشماری رایش در سال ۱۹۳۹، حدود ۷۲٬۰۰۰ میشلینگ درجه ۱، و تقریباً ۳۹٬۰۰۰ میشلینگ درجه ۲ وجود داشتند. به شکل بالقوه، ده‌ها هزار تن از درجه‌های بالاتر نیز وجود داشتند، اما به دلیل اینکه این افراد توسط رایش آریایی قلمداد می‌شدند، به عنوان میشلینگ ثبت نشدند.
به گفته تاریخ‌دان، برایان مارک ریگ، بیشینه ۱۶۰٬۰۰۰ سرباز که یک چهارم، یک و نیم یا کاملاً یهودی بودند در طول جنگ جهانی دوم در نیروهای مسلح آلمان خدمت می‌کردند. این شامل چندین ژنرال، دریادار و حداقل یک مارشال بود: ارهارد میلش.